# Filtración de documentos diplomáticos de los Estados Unidos
La filtración de documentos diplomáticos de los Estados Unidos o Cablegate son los nombres por los que se conoce a los trabajos hechos por el sitio web WikiLeaks, considerados como filtración masiva, documentos del Departamento de Estado de los Estados Unidos dados a conocer, hecho el 28 de noviembre de 2010. Es considerada como la tercera filtración de documentos estadounidenses realizada en 2010; en el mes de julio se filtraron documentos sobre La Guerra de Afganistán y el 22 octubre los denominados Registros de la Guerra de Iraq.
Los primeros 291 de los 251.287 documentos obtenidos por WikiLeaks fueron difundidos el 28 de noviembre desde el servidor de la organización y de manera simultánea a una detallada cobertura de prensa de los diarios El País (España), Le Monde (Francia), Der Spiegel (Alemania), The Guardian (Reino Unido) y The New York Times (Estados Unidos). Del total de documentos, 133.887 estaban sin clasificar, 101.748 estaban clasificados como "confidenciales" y 15.652 como "secretos" en la escala de clasificación; según consta en los propios documentos y se recoge en la página de cable.wikileaks. Tras la primera publicación, WikiLeaks anunció que el resto de documentos serían difundidos íntegramente en varias fases a lo largo de las siguientes semanas. Las filtraciones afectan a un gran número de países.

## Localización de información

### Publicación en WikiLeaks y El País
- Los papeles del Departamento de Estado - El País,
- Mapa mundial con cables por países - El País
- Cables relacionados con Bolivia (46) - Gobierno de Bolivia

El 28 de noviembre de 2010, WikiLeaks filtró a la prensa internacional una colección de 251.187 cables o comunicaciones entre el Departamento de Estado estadounidense con sus embajadas por todo el mundo (denominados en inglés United States diplomatic cables leak, Cable Gate o Secret US Embassy Cables). Se trata de la mayor filtración de documentos secretos de la historia. WikiLeaks proporcionó esa información a los diarios The Guardian, The New York Times, Le Monde, El País y al semanario Der Spiegel.
Especiales sobre los documentos secretos del Departamento de Estado de EE. UU.
- El País - La Fiscalía dijo a EE. UU. que evitaría que Garzón investigara Guantánamo
- The Guardian - US embassy cable leak diplomacy crisis
- Le Monde - WikiLeaks: dans les coulisses de la diplomatie américaine
- Der Spiegel - Die Botschaftsdepeschen
- The New York Times - State's Secret

## Filtraciones por país

### Argentina
Situación en las islas del Atlántico Sur
- Cable en el que el ministro de Exteriores argentino admite un giro sobre las Malvinas
- Cable sobre las sanciones de Argentina a varias empresas

El cambio de actitud de Argentina hacia las islas inquietaba al equipo de Hillary Clinton, quien indagó sobre si existían entre los militares posibles acciones, solos o con Venezuela, en respuesta a la búsqueda británica de petróleo en las islas.
Salud mental de Cristina Kirchner
- Cable de la Secretaría de Estado a la Embajada en Argentina

La Secretaria de Estado norteamericana, Hillary Clinton, mostró tanto interés en conocer la personalidad del matrimonio Kirchner (Cristina Kirchner y Néstor Kirchner) que en el cable 242255 se demandan respuestas sobre el estado mental y salud ("Mental state and health") de Cristina así como de otros comportamientos emocionales del matrimonio.

### Bolivia
Cables relacionados con Bolivia en la página del Gobierno de Bolivia (46)
- Cables relacionados con Bolivia (46) - Gobierno de Bolivia

La Vicepresidencia del Gobierno de Bolivia ha creado una página donde están 46 cables relacionados con Bolivia, algunos de ellos traducidos al español.
Ayuda de Lula para tratar el tumor del presidente Evo Morales
- Lula ofrece a Morales tratamiento para tumor - Cable en 'Gobierno de Bolivia' - Cable en 'El País'

El ministro de Defensa de Brasil, Nelson Jobim, afirmó que el mandatario boliviano Evo Morales padece un grave tumor cerca de su nariz, según una comunicación de la Embajada de Estados Unidos.
Estados Unidos sospecha que el asalto al Hotel Las Américas fue un montaje del gobierno boliviano
- EEUU sospecha que el Gobierno de Bolivia simuló una trama terrorista

La policía boliviana habría contratado a Eduardo Rózsa, y luego los habría ejecutado "para montar una falsa trama terrorista y justificar la persecución desatada después contra los dirigentes de Santa Cruz, bastión opositor al Gobierno".
Irán en Latinoamérica
- Alcance iraní en América Latina -Cable en 'Gobierno de Bolivia'

Los cables señalan la cooperación de Irán con Venezuela e indican la existencia de relaciones con los gobiernos de Bolivia, Ecuador y Nicaragua. Se demanda contestación a todos los niveles de la realidad de esas relaciones.
Los acuerdos nucleares de Rusia e Irán con Venezuela son puro teatro
- Venezuela incapaza de cooperar nuclearmente con Irán/Rusia, Cable en 'Gobierno de Bolivia'

No existiría capacidad para el desarrollo nuclear ni reservas de uranio ni la posible ayuda a Irán son posibles, a pesar de la propaganda de Hugo Chávez.
Otros cables sobre disturbios provocados en Pando, mando militar apoyado por Venezuela
La presidenta de Argentina Cristina Fernández piensa de Evo Morales que es “una persona difícil”.
Las filtraciones aseveran que, de acuerdo a líderes opositores al gobierno de Evo Morales, el MAS y el gobierno nacional fomentaron deliberadamente los disturbios de Pando en septiembre (de 2008) para "justificar un cerco militar, destituir al prefecto Leopoldo Fernández y detener a líderes de oposición para cambiar el balance del poder en el Senado". Así mismo cita como informantes a "Miembros del Comité Cívico de Santa Cruz", a "miembros de un partido político de profesionales de La Paz" (presuntamente el MSM), y a "varios líderes de la oposición" (nombres censurados).
Un cable señala que dentro de las fuerzas armadas existe intromisión de asesores venezolanos en funciones internas de los militares, y que los jefes militares bolivianos han recibido dinero del gobierno de Venezuela, así como la preocupación de algunos militares de que el gobierno boliviano fortalezca la policía estatal para reprimir a la oposición.

### Chile
Bachelet habla sobre Cristina Fernández de Kirchner
- Cable de la Embajada de Chile sobre la presidenta argentina

El 15 de enero de 2010 Michelle Bachelet, habla francamente sobre Argentina y su inestable presidenta, Cristina Fernández de Kirchner.
Estados Unidos critica a Piñera y su actitud económicas
- Cable de la Embajada de EE UU sobre Piñera[21][22]

El 27 de diciembre de 2010 Sebastián Piñera, expresidente de la República de Chile el documento dice: "Piñera maneja la política y sus negocios al límite de la ética y la ley". Un nuevo artículo de Wikileaks publicado por el diario español El País hace referencia al Mandatario chileno, basándose en la publicación de tres cables secretos:
- En una primera publicación con definición de "confidencial" (cable 146148), Estados Unidos muestra su preocupación por la "actitud condescendiente" del entonces candidato sobre el tema de los derechos humanos en Chile. "Es su punto débil", se agrega haciendo alusión a la postura de Piñera ante el fallecido Augusto Pinochet.

- Un segundo documento filtrado (229217, confidencial) se refiere a los "intereses privados" del Mandatario. Se señala que Piñera tiene "asuntos turbios en el pasado, pero a los electores parece no importarle", indica la embajada tras las encuestas que ubicaban al empresario como la carta más fuerte para suceder en el cargo a Michelle Bachelet.

- Finalmente, una nueva publicación (245038, confidencial), muestra que Estados Unidos destaca que tras ser electo Presidente de Chile, Sebastián Piñera "ya no incurre en conflictos de intereses", uno de los dardos más reiterados que recibió desde todos los sectores durante la campaña presidencial.

### Colombia
Violaciones de derechos humanos por el ejército
- Cable 09BOGOTA542, Military's Human Rights Initiatives Meet Resistance

En febrero de 2009 el inspector general del Ejército colombiano, general Carlos Suárez, reconoció ante la Embajada de Estados Unidos en Bogotá la "amplitud" de las ejecuciones extrajudiciales por parte de los militares. También lamentó que el general Óscar González, entonces comandante del Ejército, obstruyera las investigaciones. En ese cable se indica que, desde octubre de 2008, el Ministro de Defensa, cuyo titular era el actual presidente, Juan Manuel Santos, había cesado a 51 mandos del Ejército por su implicación en ejecuciones extrajudiciales. 27 de esos ceses lo fueron por su implicación en el caso de los 'falsos positivos' de Soacha, localidad de Cundinamarca donde se produjeron los asesinatos de 16 jóvenes a los que se hizo presentar como guerrilleros caídos en combate.
Colombia y Venezuela, las FARC en Venezuela
Un cable de la embajada estadounidense en Brasilia, fechado 13 de noviembre de 2009, reportó que el Ministro de Defensa Brasilero Nelson Jobim dijo que si reconociera la presencia de las FARC en Venezuela se arruinarían las posibilidades de que Brasil actuara en calidad de mediador.

### Cuba
Cuba y Venezuela, espías cubanos en Venezuela
- Cable sobre el espionaje cubano en Venezuela

Según el cable 246071, espías cubanos actuarían libremente en Venezuela y despacharían con Hugo Chávez. Además otros numerosos documentos revelarían la eficacia de los servicios secretos cubanos contra disidentes, la caída de imagen de EE. UU. en Venezuela, entre otros asuntos.

### Egipto
- Cable sobre el creciente papel de los blogueros egipcios
- Cable sobre el interés de los blogueros egipcios en los disturbios en Irán contra el régimen de los clérigos

Documentos diplomáticos de 2009 sobre Egipto revelan cómo los blogueros egipcios iniciaron su rebelión en el 2005. Entonces, miles de internautas egipcios colgaron en Internet imágenes sobre la revuelta que estalló en Irán contra el régimen de los clérigos. Usaron internet y Facebook para enfrentarse a la dictadura. La embajada de Estados Unidos consultó a los blogueros que coincidían en que el momento clave para derrocar al régimen de Hosni Mubarak llegaría en 2011, con las elecciones presidenciales. Según los documentos la mecha de la rebelión llevaba encendida mucho tiempo antes de las Protestas en Egipto de 2011, de su antecedente en la Revolución de los Jazmines de Túnez dentro de las movilizaciones conocidas como Protestas en el mundo árabe de 2010-2011 o Revolución democrática árabe.

### El Salvador
Crisis del gobierno de Funes
- Cable sobre la coyuntura política de El Salvador
- Cable sobre la crisis en el Gobierno de Funes

La Embajada realiza un balance de la situación en el país ante la visita a San Salvador del vicesecretario de Defensa de EE. UU. y los problemas del presidente Mauricio Funes con sus socios del FMLN. El presidente salvadoreño se siente espiado y traicionado por los servicios secretos, en manos del sector duro del FMLN y se resiste a sumarse al eje bolivariano. La Embajada considera que las tensiones internas han convertido al Ejecutivo salvadoreño en "esquizofrénico".

### España
Asesinato de José Couso en la guerra de Irak
- Cable sobre el seguimiento del Gobierno español del caso Couso

Los cables de la embajada estadounidense en España confirmarían las presiones del entonces embajador estadounidense ante el Gobierno de José Luis Rodríguez Zapatero para dificultar la investigación del asesinato del periodista José Couso durante la invasión de Irak de 2003.
Sobre el terrorismo de ETA y el yihadismo en España
- Cable sobre las claves del terrorismo en España

Según indican varios cables, la diplomacia de Estados Unidos se desinteresó rápidamente de la hipótesis de ETA como supuesta autora de la matanza del 11-M en Madrid. No hay preocupación de Estados Unidos por el terrorismo interior de ETA, por el contrario, se muestra impaciencia por el desenfoque de los objetivos de seguridad de los españoles, poco atentos al radicalismo islamista.
Propiedad intelectual y la Ley Sinde sobre el cierre de páginas web
- Cable sobre la polémica por la ley contra la piratería

De los múltiples cables procedentes de España la inmensa mayoría estaban relacionados con la propiedad intelectual como consecuencia de las tasas de descarga de contenido con copyright; abogando por el endurecimiento de las penas y el cierre de páginas con enlaces a dicho contenido; las diversas reacciones que han estado provocando dichas directivas entre la clase política; la nominación de la guionista de cine Ángeles González-Sinde como Ministra de Cultura; la proclamación de la conocida Ley Sinde para poder proceder al cierre de páginas web con enlaces a contenido con copyright sin precisar mediación judicial y las distintas críticas en contra entre los ciudadanos. Debido a que los cables fueron publicados pocas semanas antes de la votación de la ley esta se votó en contra.

### Honduras
Legalidad del golpe contra Manuel Zelaya
El cable diplomático de la embajada de EE. UU. en Tegucigalpa de 2009, dice que el gobierno de EE. UU. consideraba que la destitución del Presidente Manuel Zelaya era ilegal, como en su momento ya había hecho público el gobierno estadounidense. El cable señala que analizando los antecedentes legales y constitucionales concluyen que no cabe duda de que el golpe fue ilegal e inconstitucional, aunque reconoce que existen vacíos legales ante el cometimiento de posibles actos ilícitos por parte del entonces presidente.

### Marruecos
La corrupción y el rey Mohamed VI
- Cable que relata que para hacer inversiones inmobiliarias en Marruecos hay que contar con la anuencia del rey
- Cable en el que se habla de la opaca procedencia de la riqueza de Marruecos

Los diplomáticos norteamericanos señalan, el 11 de diciembre de 2009, casos concretos de corrupción por los asesores de Mohamed VI para el desarrollo de proyectos inmobiliarios y, en 23 de mayo de 2008, se relata el poder del rey sobre los negocios en el país.
- Cable que califica al ejército de Marruecos de corrupto y poco operativo

El embajador estadounidense, en agosto de 2008, indica que las Fuerzas Armadas de Marruecos son corruptas; ineficientes; mal preparadas; con peligro; en algunos casos, cayendo en el radicalismo; y marginadas por el rey, el cual las considera un peligro potencial para el trono.

### México
Narcotráfico, estado de excepción, alertas a EE. UU.
- Cable sobre la intención del jefe del Ejército de establecer un estado de excepción en algunas zonas de México
- Cable sobre la ayuda de EE UU en la lucha contra el narcotráfico
- Cable que relata la ayuda que México necesita de EE UU

La embajada estadounidense en México, D. F., en octubre de 2008, opinaba que la iniciativa militar para establecer el estado de excepción en algunos zonas no iba a prosperar, tal y como sucedió. En octubre de 2009, durante una reunión de autoridades mexicanas con funcionarios de la fiscalía general de los Estados Unidos. El embajador Carlos Pascual cuenta, en diciembre de 2009, que se arrestó a un importante capo gracias a la ayuda estadounidense.
Alertas a EE. UU.
- Cable sobre la preocupación de Calderón por las intromisiones de Chávez

La Embajada informa, en octubre de 2009, de los temas tratados de un encuentro entre el presidente de México Felipe Calderón Hinojosa, y el director de Inteligencia de los Estados Unidos Dennis Blair.
Descordinación entre las instituciones de seguridad en México
- Cable sobre la descordinación entre el Ejército y la Marina

Desde la embajada estadounidense en México D.F. se informa, en enero de 2010, que las instituciones de seguridad de México son a menudo presas de una competición.

### Nicaragua
Chávez financia al gobierno de Nicaragua
- Cable sobre la financiación de los proyectos sociales en Nicaragua con dinero venezolano
- Cable sobre la financiación venezolana del Gobierno de Ortega

El gobierno de Daniel Ortega recibiría “maletas llenas de dinero” enviadas por Hugo Chávez desde Venezuela.
El narcotráfico financia el gobierno de Daniel Ortega
- Cable en el que jueces sandinistas ponen en libertad a 'narcos' a cambio de dinero

Desde la embajada de EE. UU. en Nicaragua se indica que el gobierno de Daniel Ortega recibe financiación de redes mundiales del narcotráfico. Otros cuatro textos (remitidos entre el 2006 y el 2008 y firmados por el exembajador Paul Trivelli) detallan diversidad de excesos, precisa el documento 63040 remitido por Trivelli en mayo del 2006.

### Panamá
Sobre el golpe de Estado de Noriega y la necesidad de actuar en Panamá
- Cable sobre el golpe de estado de Noriega

En 1989, la embajada en Panamá informa sobre la desestabilización en que se encuentra el país y la necesidad de actuar contra Manuel Antonio Noriega, además de continuar con las sanciones y las presiones.
Sobre la adjudicación de las obras del Canal de Panamá a Sacyr
- Cable en que se analiza la victoria de Sacyr

Estados Unidos durante 2008 y 2009 presionó inútilmente para que la adjudicación de las obras de ampliación del Canal de Panamá recayeran en la empresa estadounidense Bechtel. Las obras fueron adjudicadas a la empresa española Sacyr, también concursaba otra empresa española, ACS.

### Perú
Sobre las negociaciones ilegales entre el Ejército peruano y el narcotráfico en la zona del VRAE.
En otro cable diplomático —correspondiente al año 2006— revelado a los medios en diciembre del 2010, el entonces embajador de EE. UU. en el Perú, James Curtis Strubble reporta, según información y testimonios cruzados de personas cercanas al poder, sobre la personalidad del presidente Alan García Pérez donde se le califica como “arrogante, desconfiado y tiene un ego colosal”.

### Túnez
- Cables de la Embajada de EE.UU en Túnez

Los cables revelan las opiniones de la embajada de EE. UU. sobre la grave situación política de Túnez: alto desempleo, represión política y corrupción del gobierno presidido por Zine El Abidine Ben Ali y sus familiares. La filtración de estos documentos y su acceso por ciudadanos tunecinos ha podido incidir, junto con la inmolación -se quemó a lo bonzo- el 17 de diciembre del diplomado informático de 26 años en paro Mohamed Bouazizi y los ciberataques de los hackers de Anonymous en enero de 2011 en apoyo al pueblo tunecino, en el desarrollo de la Revolución Tunecina o Revolución de los Jazmines.

### Venezuela
Venezuela y Colombia, las FARC en Venezuela
- Cable sobre las FARC en Venezuela

Un cable de la embajada estadounidense en Brasilia, fechado el 13 de noviembre de 2009, reportó que el Ministro de Defensa brasileño Nelson Jobim dijo que si reconociera la presencia de las FARC en Venezuela se arruinarían las posibilidades de que Brasil actuara en calidad de mediador.
Venezuela y Cuba, espías cubanos en Venezuela
- Cable sobre el espionaje cubano en Venezuela

Según el cable 246071, espías cubanos actuarían libremente en Venezuela y despacharían con Hugo Chávez. Además, otros numerosos documentos revelarían la eficacia de los servicios secretos cubanos contra disidentes, la caída de imagen de EE. UU. en Venezuela, entre otros asuntos.

## Censura, prohibición y reacciones

### Censura y prohibición de WikiLeaks en Estados Unidos, China y Francia
Ante los ataques de denegación de servicio (DDoS), por la filtración Cablegate el 30 de noviembre de 2010 WikiLeaks muda su información a los servidores Amazon EC2 de computación en nube de Amazon.
La República Popular China, como parte de su política de censura informática, bloqueó los enlaces cibernéticos al sitio de WikiLeaks el miércoles 1 de diciembre de 2010 ante la posibilidad de revelaciones de cables diplomáticos estadounidenses enviados por las embajadas de Estados Unidos en Seúl y Beijing, en referencia a Corea del Norte, aliado de China.
El día 1 de diciembre Amazon, ante las presiones del senador Joe Liebermann, deja de albergar a WikiLeaks. WikiLeaks, a través de Twitter, señala que si Amazon está en contra de la Primera Enmienda debería dejar de vender libros. El Congreso de EE UU quiere callar totalmente a Wikileaks en el país prohibiendo su acceso y en el resto del mundo eliminando de internet su existencia, asunto que ya ha intentado con anterioridad. En un comunicado, Amazon revela que el alojamiento que ofrece está sometido a unas condiciones de uso que Wikileaks no cumplía, como es el peligro hacia terceras personas y la posesión de los derechos de autor de su contenido.
El día 2 de diciembre de 2010 la empresa proveedora EveryDNS decide la rescisión del contrato con WikiLeaks cortando su acceso el día 2 de diciembre a las 10 de la noche (hora de Estados Unidos). El ministro francés Eric Besson pide a OVH que deje de albergar el portal de WikiLeaks. El Partido Pirata suiza ofrece alojamiento a wikileaks con la nueva dirección wikileaks.ch y varias direcciones IP de acceso directo: http://46.59.1.2 entre otras. También el mismo día Tableau Software retiró sus visualizaciones del contenido de las filtraciones, alegando presiones políticas del Joe Lieberman.
El 3 de diciembre se ha llevado a cabo una reforma de ley en Estados Unidos conocida como el Acta SHIELD (Securing Human Intelligence and Enforcing Lawful Dissemination), una modificación del Acta de espionaje que prohíbe la publicación de información clasificada sobre secretos cifrados o comunicaciones internacionales de inteligencia.
El día 4 de diciembre de 2010 PayPal cancela la cuenta que tenía con WikiLeaks, a través de la cual la organización obtenía financiación en forma de donaciones, aduciendo una supuesta violación de las políticas de uso en referencia a que no están permitidas "actividades que defiendan, promuevan, faciliten o induzcan a otros a participar en actividades ilegales". El portal alt1040, entre otros, han convocado un boicoteo de Amazon y Paypal por negar el servicio a WikiLeaks.
El 6 de diciembre Mastercard y Swiss Postal bloqueraron la posibilidad de donaciones o pagos a Wikileaks. El 7 de diciembre de 2010 la tarjeta de crédito Visa retira la capacidad de hacer donaciones o pagos a WikiLeaks. En respuesta, el 8 de diciembre la empresa islandesa DataCell que facilita los pagos a WikiLeaks, decidió "tomar acciones legales inmediatas para hacer posibles las donaciones de nuevo", afirmó el jefe ejecutivo de la compañía Andreas Fink, anunciando que demandará a Mastercard y a Visa.

### Reacciones
Brasil
El 9 de diciembre de 2010 el presidente de Brasil, Lula da Silva (Luiz Inácio da Silva), defiende a WikiLeaks y la libertad de expresión.
Colombia
Juan Manuel Santos Calderón, Presidente de Colombia, en un comunicado del 29 de noviembre, señala que el gobierno de Colombia lamenta la filtración de documentos diplomáticos de EE. UU. además de considerar la infiltración "un enorme riesgo para la seguridad del pueblo estadounidense y de sus funcionarios".
España
Algunos exdiplomáticos españoles, como Máximo Cajal, Fernando Schwartz o Emilio Menéndez, celebran que salgan a la luz los 250.000 documentos secretos de la mayor potencia del mundo; creen que sólo hay motivos para celebrar la filtración.
La ministra de sanidad, política social e igualdad Leire Pajín ha dicho que las filtraciones de WikiLeaks es algo que no se puede permitir puesto que afectan la información del Estado y que deben tomarse medidas por parte de la diplomacia internacional para que estos hechos no ocurran. El Secretario de Organización del PSOE, Marcelino Iglesias, ha dicho que su partido no está preocupado por las revelaciones del portal.
El historiador Ángel Viñas cree que el impacto de las filtraciones en las opiniones públicas de los países es relativo y mucho menor del esperado por los miembros de WikiLeks; además la filtración hará reforzar los sistemas de seguridad. Considera que podría tener mayor repercusión en la opinión pública las anunciadas filtraciones sobre los comportamientos de los bancos.
Estados Unidos
Las reacciones a la filtración masiva de documentos variaron desde la condena generalizada de los gobiernos occidentales, la expresión de interés por parte de los analistas y periodistas por el contenido clasificado y su repercusión en la diplomacia a la defensa de WikiLeaks frente a las críticas surgidas. Entre las reacciones del propio gobierno estadounidense, el Secretario de Prensa de la Casa Blanca, Robert Gibbs, afirmó que "un gobierno abierto y transparente es algo que el Presidente considera muy importante, pero el robo de información clasificada y su difusión es un crimen".
Daniel Ellsberg, el hombre que publicó los Papeles del Pentágono en 1971, ha sido un defensor frecuente de Wikileaks. Tras la liberación en noviembre de 2010 de los cables diplomáticos de EE. UU., Ellsberg rechazó las críticas de que el sitio estaba poniendo en peligro la vida del personal militar de EE. UU. y los activos de inteligencia indicando que "ni un solo soldado o informante ha estado en peligro con cualquiera de los comunicados de Wikileaks. Este riesgo ha sido en gran medida exagerado". Ellsberg continuó señalando que si el gobierno afirma lo contrario es porque "es una secuencia de comandos que desplegar cada vez que hay alguna fuga de algún tipo".
El 29 de noviembre de 2010, la exsenadora de Alaska y excandidata a vicepresidenta por el Partido Republicano, Sarah Palin, pidió a través de su página en Facebook a la Administración Obama que capturara a Assange ya que debe tener la misma urgencia que perseguir a Al Qaeda y a los líderes talibanes. El 30 de noviembre uno de los presentadores la FOX, Bill O'Reilly, pedía la ejecución de los miembros de WikiLeaks y de quienes filtran los documentos.
El congresista republicano por Texas, Ron Paul, durante una entrevista en Fox Business el 3 de diciembre, hizo público su apoyo al fundador de WikiLeaks, Julian Assange; "En una sociedad libre se supone que debemos conocer la verdad," dijo Paul. "En una sociedad donde la verdad se convierte en traición a la patria, entonces estamos en graves problemas." Paul cuestionó, "¿Por qué no enjuiciar a The New York Times o cualquier persona que edite esto?". El congresista republicano por Florida Connie Mack IV también elogió WikiLeaks, declarando que los estadounidenses tienen derecho a conocer el contenido de las filtraciones, “no importa cómo adquirimos ese conocimiento”.
Para Norman Birnbaum, catedrático emérito en la Facultad de Derecho de la Universidad de Georgetown, los papeles filtrados muestran que Estados Unidos es incapaz de entender el nuevo orden mundial, donde la periferia no responde como desearía quien todavía se cree el centro, que persiste en una tarea cada vez más imposible: la extensión de su poder en un mundo emergente donde las prácticas de realismo cínico (sobornos políticos, presiones brutales, advertencias e injerencias explícitas en los asuntos de otros países) no responden ni tan siquiera a necesidades morales al servicio de un propósito supremo.
Para Noam Chomsky una de las razones ocultas de las condenas de la filtración es que el secreto gubernamental está proteger al gobierno contra su propia población. Las filtraciones nos permiten saber cómo funciona el servicio diplomático de Estados Unidos y de su comportamiento se deduce una dramática revelación: el odio a la democracia por parte del gobierno de EE. UU. y del servicio diplomático.
Polonia
El pensador polaco Zygmunt Bauman -Premio Príncipe de Asturias de Comunicación y Humanidades 2010, cree que los políticos necesitan "una capacidad para hacer las cosas bien y otra para convencer de que lo están haciendo porque las personas no se fían..., los gobiernos deben cambiar la manera hacer política porque no pueden ir contra los deseos de los ciudadanos".

### Detención de Julian Assange en el Reino Unido
El fundador de WikiLeaks, Julian Assange, fue detenido por la policía británica en cumplimiento de una orden de captura emitida por Suecia por presunta violación, pero su portal anunció que continuará la difusión de los cables que enfurecen a Estados Unidos. El australiano, de 39 años, cuya página está publicando miles de documentos diplomáticos confidenciales norteamericanos, fue detenido al presentarse a la policía en Londres a las 9:30 a. m. El 7 de diciembre comparecerá ante un juez de primera instancia en el céntrico tribunal de Westminster.
“Agentes de la unidad de extradiciones de la policía metropolitana han arrestado esta mañana a Julian Assange en nombre de las autoridades suecas por sospecha de violación”, declaró la policía en su comunicado. La policía precisó por primera vez las acusaciones que le imputa la fiscalía sueca: “un cargo de coerción ilegal, dos cargos de acoso sexual y un cargo de violación, todos ellos presuntamente cometidos en agosto de 2010".
Estados Unidos, que considera al fundador de Wikileaks como su enemigo número uno, se congratuló por la decisión de la policía británica. “parece una buena noticia”, dijo el secretario de Defensa, Robert Gates, al recibir en Afganistán el informe de la detención. Las autoridades estadounidenses amenazan con llevar a Assange ante los tribunales por la difusión de comprometedores documentos de su diplomacia, aunque todavía no han entablado ninguna acción.
WikiLeaks anunció sin embargo que la detención de Assange no afectará a la divulgación de los cables. “Las acciones de hoy en contra de nuestro redactor jefe Julian Assange no afectará nuestras operaciones: difundiremos más cables esta noche como de costumbre”, indicó WikiLeaks en la página de 'microblogging' Twitter.
El letrado Mark Stephens denunció desde el principio que esas acusaciones tenían probablemente motivaciones políticas.